# ماركو أنطونيو دي ألميدا فيريرا
ماركو أنطونيو دي ألميدا فيريرا (20 ديسمبر 1965 في البرازيل – )؛ هو لاعب كرة قدم سابق كان يلعب كمدافع.

## وصلات خارجية
- ماركو أنطونيو دي ألميدا فيريرا على موقع رابطة كرة القدم اليابانية للمحترفين (اليابانية)
- ماركو أنطونيو دي ألميدا فيريرا على موقع قاعدة بيانات كرة القدم.إي يو (الإنجليزية)
- ماركو أنطونيو دي ألميدا فيريرا على موقع عالم كرة القدم.نت (الإنجليزية)